# Éruption du piton de la Fournaise en avril 2007
L'éruption du piton de la Fournaise en avril 2007 s'est déroulée dans l'Enclos Fouqué du piton de la Fournaise du 2 avril au 1er mai 2007. Cette éruption volcanique du piton de la Fournaise est marquée par une importante activité hawaïenne avec des fontaines de lave atteignant des hauteurs relativement élevées ainsi que des coulées de lave véloces mais aussi explosives avec l'effondrement du fond du cratère Dolomieu, jusqu'alors quasiment comblé, qui atteint ainsi une profondeur maximale de 350 mètres.

## Contexte
Le piton de la Fournaise, l'un des volcans rouges les plus actifs de la planète avec le Kīlauea d'Hawaï, entre en éruption fréquemment, en moyenne plus d'une fois par an.
Au cours de l'année 2006, le volcan connaît une longue éruption de plus de quatre mois qui se déroule dans le cratère Dolomieu. Elle débute le 30 août 2006 pour se terminer aux premières heures locales de l'année 2007. Les laves émises couvrent le fond du cratère Dolomieu et le remplissent jusqu'à le faire déborder sur son côté oriental. Une telle masse de roche volcanique émise, ajoutée à celle d'éruptions précédentes, finit par former sur le sommet du volcan un important surplus de masse dont le poids est soutenu par la pression des chambres magmatiques sous-jacentes.
Dès les premiers mois de l'année 2007, le volcan montre de nouveau une certaine activité interne mise en évidence par les sismographes. Une première éruption se déclenche le 18 février par l'ouverture d'une fissure sommitale de deux kilomètres de longueur active seulement neuf heures.

## Déroulement

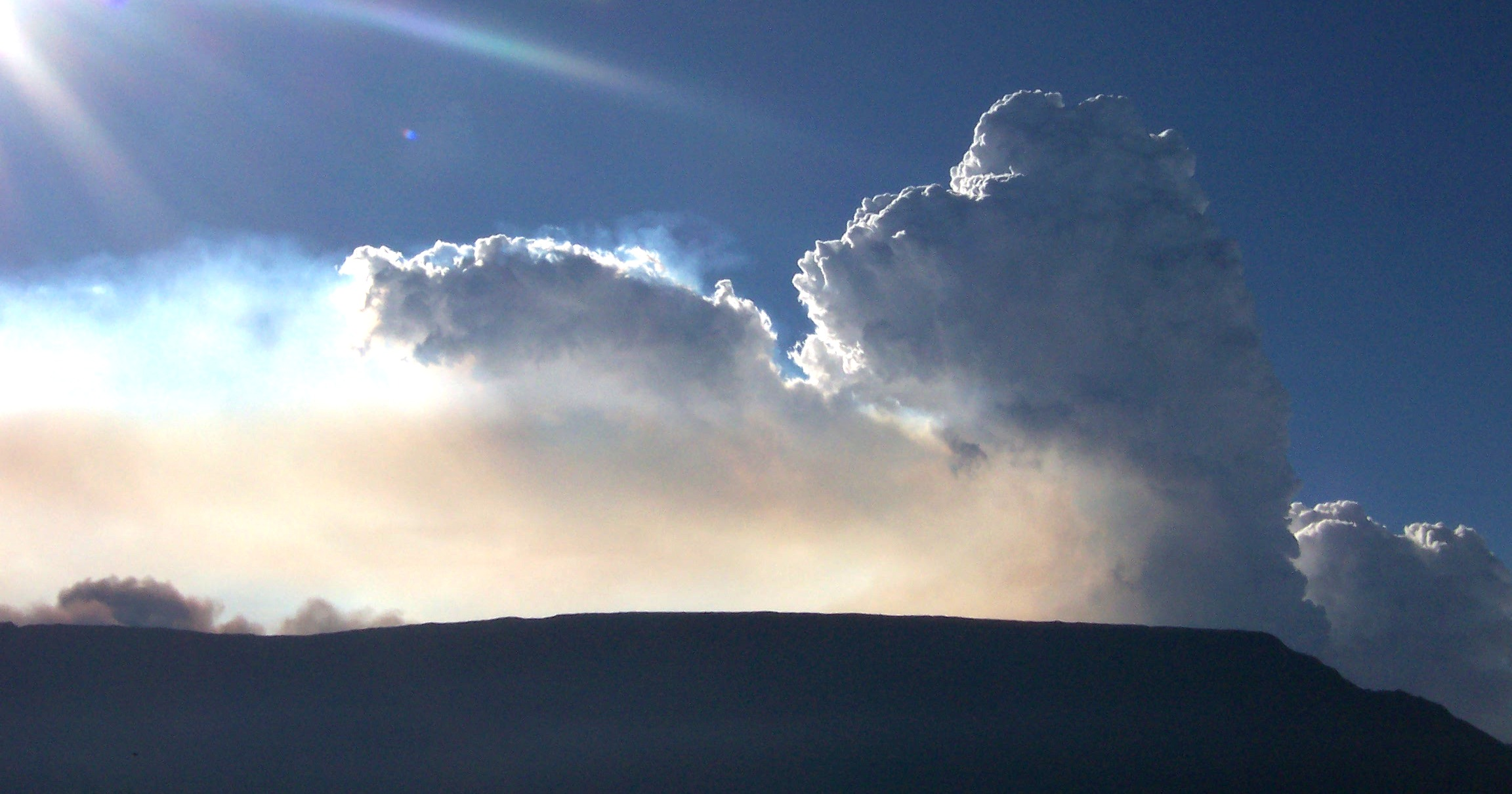
Vue du panache volcanique s'élevant au-dessus du cratère Dolomieu par delà la crête du Morne Langevin le 7 avril.

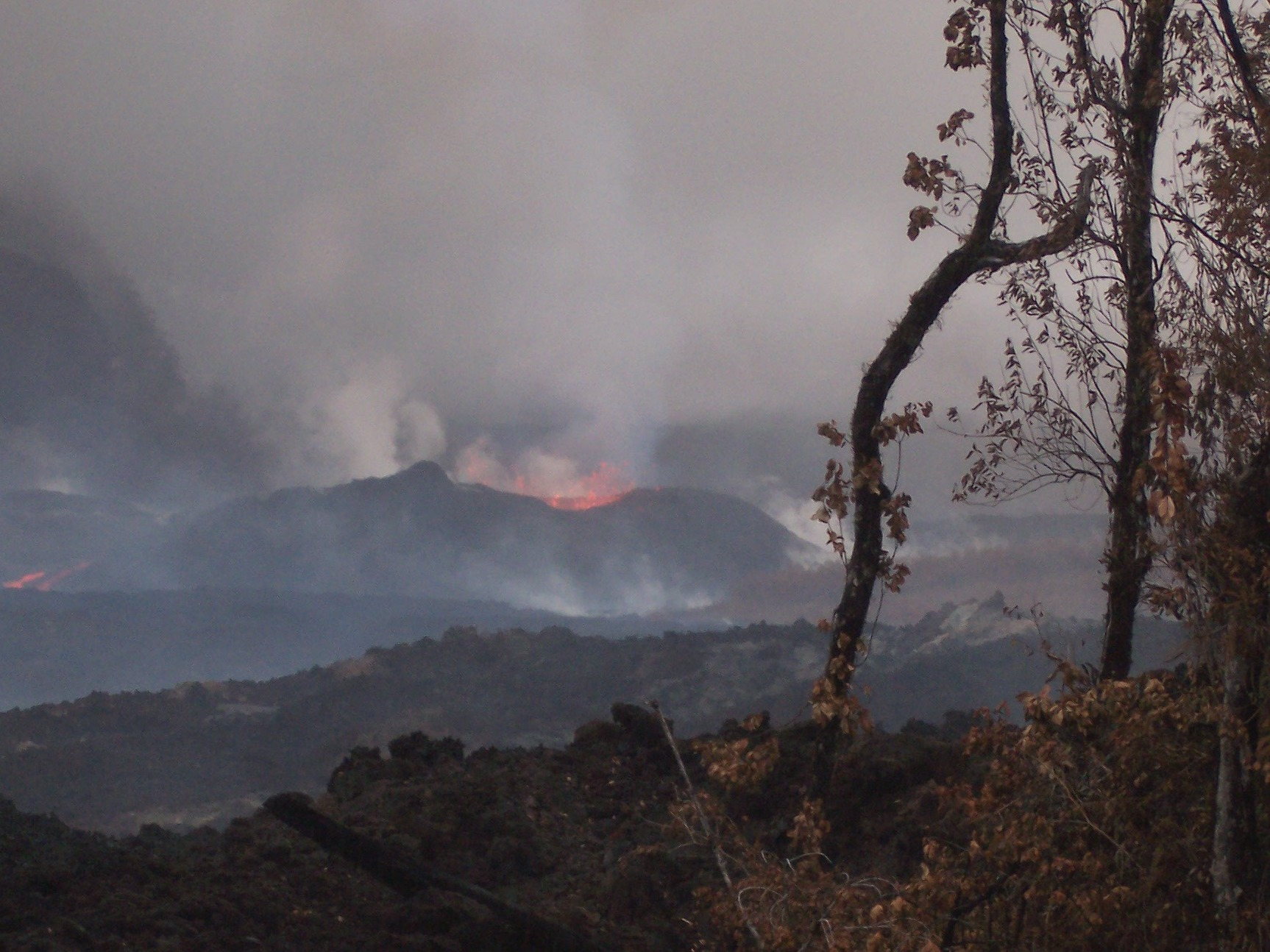
Vue des cratères adventifs d'où sortent des coulées de lave depuis la route nationale 2 le 13 avril.

Le 30 mars 2007 survient une nouvelle sortie de lave cette fois située sur le flanc sud-est et qui ne dure également que neuf heures,,. Les scientifiques de l'observatoire volcanologique du Piton de la Fournaise constatent néanmoins que l'activité sismique perdure. Ils sont alors certains que cette éruption ne constitue qu'un prélude et que la lave est en train de chercher une nouvelle sortie, probablement à plus basse altitude dans le même axe directionnel.
L'évènement annoncé se produit bel et bien le 2 avril à 10h00 vers 600 mètres d'altitude dans la direction prévue. Elle s'achève le 1er mai 2007 vers 12h00, mais la persistance de signaux sismiques caractéristiques des mouvements profonds du magma font présager une suite possible à cette éruption.
En comparaison de la plupart des éruptions historiquement observées, celle d'avril 2007 développe dès les premiers jours un caractère exceptionnel par son intensité et par les évènements naturels qui lui sont associés. L'altitude d'éruption relativement basse située vers 650 mètres et la vélocité des coulées de lave qui atteignent l'océan Indien moins de douze heures après le début de l'éruption sont inhabituelles. Les débits de sortie de la lave atteignent des valeurs rarement observées avec plus de 100 m3/s ainsi que les hauteurs des projections de plus de cent mètres de hauteur. Au bout d'un mois d'éruption, le volume total de lave émise est évalué à 120 millions de m3. La vidange des chambres magmatiques par soutirage provoque dans le même temps un effondrement du fond du cratère Dolomieu qui retrouve une certaine profondeur d'environ 350 mètres[réf. nécessaire] par engloutissement d'environ 150 millions de m3 de roches.

## Conséquences

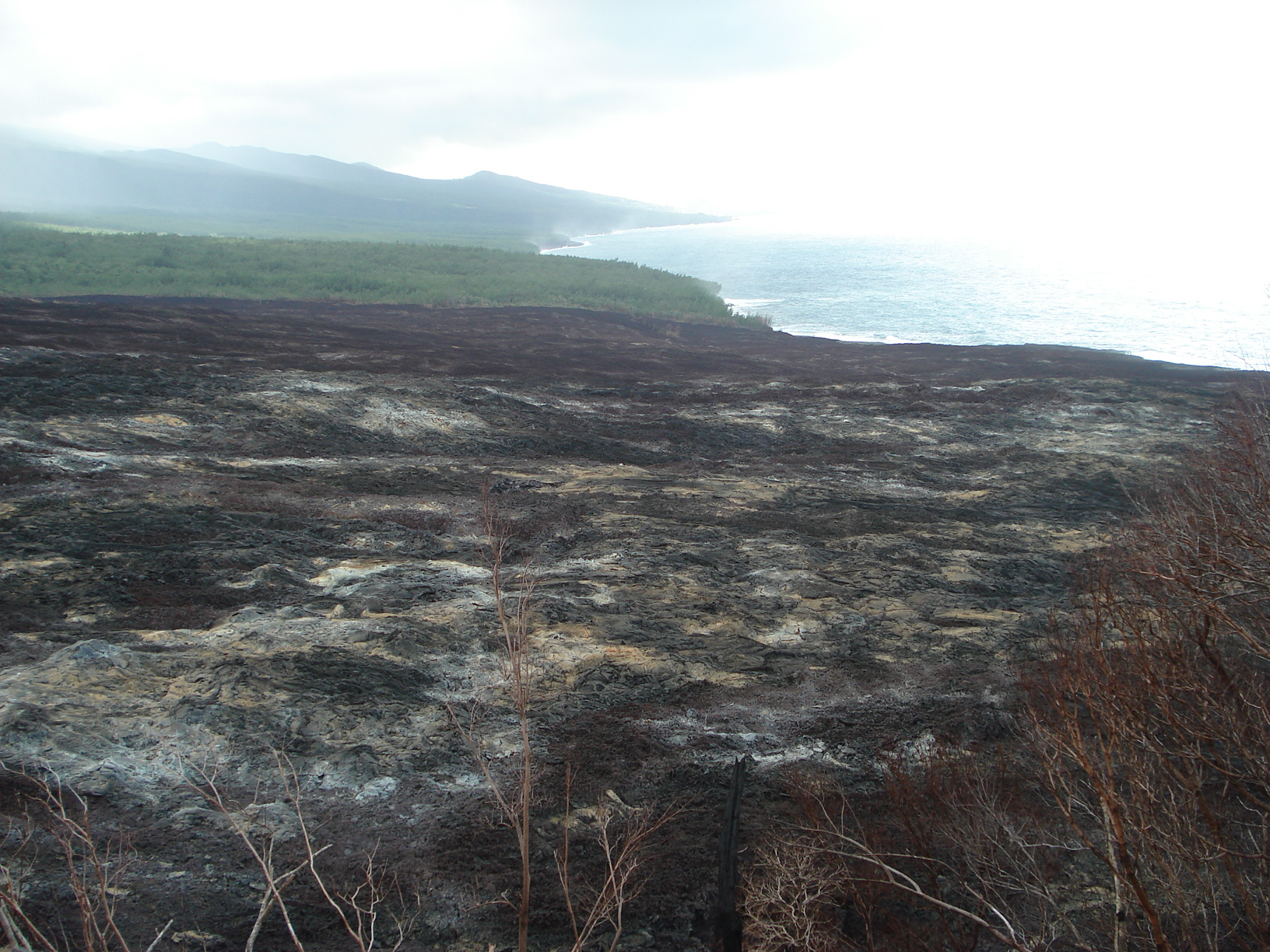
Résultat en août 2007 de la coulée de lave d'avril sur la végétation.

En trois siècles et demi d'occupation humaine de La Réunion, des phénomènes volcaniques d'une telle ampleur n'ont jamais été observés. À l'échelle de l'histoire géologique du massif du Piton de la Fournaise vieux d'environ 500 000 ans, il est en revanche probable que des épisodes comparables se soient produits à de nombreuses reprises.
Les conséquences pour les populations sont également sensibles. Les habitants du village du Tremblet situé non loin du lieu de l'éruption vivent ainsi dans l'angoisse qu'une coulée de lave détruise leur village comme en 1986 et dans la désolation d'une végétation détruite par les retombées de sable chaud, les pluies acides et les incendies. L'ensemble de La Réunion est touchée par la pollution de l'air et les retombées de cheveux de Pélé.
L'éruption a donné naissance à une plage au nord de la pointe du Tremblet, la plage du Tremblet. Elle a également permis la découverte de nouvelles espèces de poissons découverts morts, comme Symphysanodon pitondelafournaisei, flottants à la surface de l'eau. Leur mort aurait vraisemblablement été entraînée par le réchauffement des eaux profondes de la côte. Ces découvertes ont mené l'ARVAM à lancer le programme Biolave, destiné à étudier l'effet du volcanisme marin sur la vie aquatique.

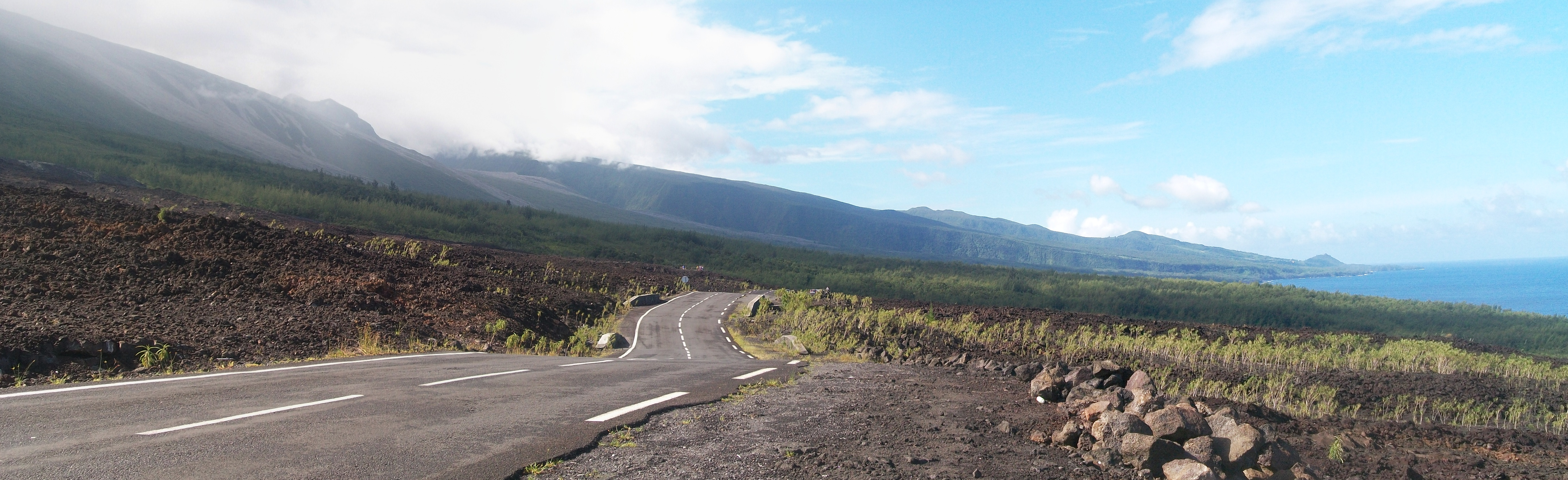
Vue panoramique en 2012 de la coulée d'avril 2007 avec le nouveau tracé de la route des Laves depuis le sud.